# Музей «Неолитные жилища»
Музей «Неолитные жилища» (другое написание названия — Музей «Неолитические жилища») в болгарском городе Стара-Загора содержит остатки наиболее хорошо сохранившегося двухэтажного неолитического жилища в Европе. В 1984 году музей внесён в список объектов всемирного наследия ЮНЕСКО.

## История
В 1969 году во время раскопок кургана высотой 8,5 и диаметром 90 метров в западной части Стара-Загоры были обнаружены хорошо сохранившиеся остатки сгоревшего жилища людей эпохи неолита, датированного началом шестого тысячелетия до нашей эры. Здание имело два этажа и является наиболее сохранившейся двухэтажной постройкой этого периода в Европе. Находка была законсервирована, вокруг неё построен музейный комплекс, ставший отделением Стара-Загорского исторического музея.
Дом имел размеры 10 × 5,8 метра, высоту 7 метров и делился на три комнаты (две на первом этаже и одна на втором), в которых проживало три семьи. Конструкция состояла из вбитых в землю кольев, переплетённых прутьями и обмазанных смесью глины с соломой. У северных стен комнат располагались печи, которые ныне представляют собой наиболее хорошо сохранившиеся образцы печей эпохи неолита. Вследствие пожара печь и домашняя утварь из комнаты второго этажа провалились на первый. Сохранились различные каменные орудия и украшения, в том числе каменные ручные мельницы для зерна, а также керамические сосуды различной формы и декора (около 60 в каждой комнате), в том числе большие керамические зернохранилища. В доме найдены три керамические колонны с разветвлением наверху, подобным рогам быка. Они считаются алтарями для отправления культовых обрядов.
При раскопках были обнаружены семена различных сельскохозяйственных культур: пшеницы, ячменя, чечевицы, вики; а также семена винограда, хотя существование виноделия у обитателей дома не подтверждено.
Найденные в древней постройке предметы были оставлены на местах их обнаружения. Обзор осуществляется с обходной галереи. В подвальном помещении музейного комплекса располагается экспозиция «Первобытное искусство в городе Стара Загора», представляющая наиболее хорошо сохранившиеся предметы из этого и других поселений эпохи неолита: скульптуры, ювелирные изделия и инструменты.
В экспозицию входит старейшая из найденных в Болгарии мраморных скульптур (6-е тысячелетие до н. э.), изображающая женское тело с массивной нижней частью. Она считается предметом культа плодородия, изображением богини-матери. Некоторые другие скульптуры изображают людей с воздетыми руками, что сопоставляется с культом Солнца.